# BATTLE FANTASY
Battle Fantasyとは、1994年4月15日にメガCD向けに販売された対戦格闘アクションゲーム。

## ゲーム概要
10人のなかから選択したキャラクターを成長させながら最終ボス「Xダーク」を倒す事が目的。成長させるモードでは各キャラクターごとのオープニングやエンディングのビジュアルシーンが存在する。タイトル画面に入る前のオープニングでは草尾毅によるナレーションがある。

## 登場人物
レピアー
声:島本須美
本作の主人公。自然を愛するエルフの女戦士。
カークス
ガイ
マクダイル
サラ
声:長沢美樹
コルディ
声:草尾毅
アルゴス
ハリアー
声:島本須美
サイバード
声:関智一
オルディーヌ
声:長沢美樹
コボルト
声:草尾毅